# Alfonso Camillo De Romanis
Alfonso Camillo de Romanis (Genazzano, 12 marzo 1885 – Roma, 18 gennaio 1950) è stato un vescovo cattolico italiano.

## Biografia
Fu vescovo titolare della diocesi di Porfireone, sacrista del Palazzo apostolico e vicario generale di Sua Santità per la Città del Vaticano dal 20 agosto 1937 al 18 gennaio 1950.
Fu autore di numerosi libri su sant'Agostino d'Ippona.

## Genealogia episcopale
La genealogia episcopale è:
- Cardinale Scipione Rebiba
- Cardinale Giulio Antonio Santori
- Cardinale Girolamo Bernerio, O.P.
- Arcivescovo Galeazzo Sanvitale
- Cardinale Ludovico Ludovisi
- Cardinale Luigi Caetani
- Cardinale Ulderico Carpegna
- Cardinale Paluzzo Paluzzi Altieri degli Albertoni
- Papa Benedetto XIII
- Papa Benedetto XIV
- Papa Clemente XIII
- Cardinale Bernardino Giraud
- Cardinale Alessandro Mattei
- Cardinale Pietro Francesco Galleffi
- Cardinale Giacomo Filippo Fransoni
- Cardinale Carlo Sacconi
- Cardinale Edward Henry Howard
- Cardinale Mariano Rampolla del Tindaro
- Cardinale Gennaro Granito Pignatelli di Belmonte
- Vescovo Alfonso Camillo de Romanis, O.S.A.